# Jochen Kientz
Jochem Kientz (Mannheim, 17 de setembre del 1972) és un futbolista alemany retirat, que jugava de defensa.
Es va formar a les files d'equips com SpVgg Ketsch, SV 98 Schwetzingen, VfR Mannheim, SV Waldhof Mannheim 07 i SV Sandhausen. El 1991 obté el seu primer contracte professional amb l'Eintracht Frankfurt, però tot just juga un encontre en tres anys. Passa al Múnic 1860, on tampoc disputa massa minuts.
El 1995 marxa a la lliga espanyola, primer amb el RCD Mallorca, de Segona Divisió i després amb el CD Logroñés, de Primera. El 1997 retorna al club muniqués, on juga fins a 30 partits de Bundesliga en el seu primer any, per baixar el seu rendiment al segon. El 2000, després d'una breu estada al Panionios grec, fitxa per l'Hamburg SV, amb el qual jugaria la Lliga de Campions. Després de jugar amb el St. Pauli i el Hansa Rostock, Kientz es retiraria el 2004 a causa d'una lesió.